# Espresso Logic
Espresso Logic (рус. Логика эспрессо) — тринадцатый студийный альбом Криса Ри, вышедший в 1993 году.

## Об альбоме
В американской версии альбома список композиций существенно отличается от остальных изданий, поскольку в неё были включены некоторые песни из предыдущего альбома Ри «God’s Great Banana Skin», в США не издававшегося.
Обложка американского издания совпадает с обложкой британского сингла «Espresso Logic».
Песня «Julia» посвящена тогда четырёхлетней дочери Криса Ри, Джулии Кристине.

## Список композиций
Слова и музыка Криса Ри, за исключением песни «If You Were Me», написанной и исполненной им совместно с Элтоном Джоном.

### Европейское издание
| №   | Название                                  | Длительность |
| --- | ----------------------------------------- | ------------ |
| 1.  | «Espresso Logic»                          | 6:54         |
| 2.  | «Red»                                     | 5:26         |
| 3.  | «Soup of the Day»                         | 3:45         |
| 4.  | «Johnny Needs a Fast Car»                 | 6:35         |
| 5.  | «Between the Devil and the Deep Blue Sea» | 4:50         |
| 6.  | «Julia»                                   | 3:55         |
| 7.  | «Summer Love»                             | 4:07         |
| 8.  | «New Way»                                 | 3:30         |
| 9.  | «Stop»                                    | 5:10         |
| 10. | «She Closed Her Eyes»                     | 3:55         |

### Американское издание
| №   | Название                                  | Длительность |
| --- | ----------------------------------------- | ------------ |
| 1.  | «Espresso Logic»                          | 6:53         |
| 2.  | «Julia»                                   | 3:54         |
| 3.  | «Soup of the Day»                         | 3:46         |
| 4.  | «If You Were Me»                          | 4:20         |
| 5.  | «Johnny Needs a Fast Car»                 | 6:34         |
| 6.  | «Between the Devil and the Deep Blue Sea» | 4:49         |
| 7.  | «God’s Great Banana Skin»                 | 5:18         |
| 8.  | «Miles Is a Cigarette»                    | 4:21         |
| 9.  | «Summer Love»                             | 4:04         |
| 10. | «Red»                                     | 5:26         |
| 11. | «She Closed Her Eyes»                     | 3:56         |

## Участники записи
- Крис Ри — вокал, гитара, steel guitar, Слайд-гитара, орган, композитор, продюсер
- Роберт Авай — гитара
- Сильвин Марк — бас-гитара
- Макс Миддлтон[англ.] — фортепиано, клавишные
- Дэйви Спиллэйн[англ.] — ирландская волынка
- Пит Бичхилл — тромбон
- Дейв Стюард — тромбон
- Мартин Дитчэм — ударные, ударная установка
- Элтон Джон — вокал
- Вэл Чалмерз — бэк-вокал
- Линда Тейлор — бэк-вокал
- Эмма Уиттл — бэк-вокал
- Томми Уиллис — настройщик гитар
- Нил Амор — инженер
- Стюарт Эппс[англ.] — инженер
- Пол Мортимер — инженер
- Саймон Уолл — помощник инженера
- Уилли Гримстон — координация